# 替銭
替銭（かえせん）とは、中世日本において割符とともに為替の先駆的な役割を果たした手形・証文のこと。取り扱う対象が銭ではなく米である場合には、替米（かえまい）と呼ぶ。また、替銭を取り扱う業者である替銭屋（かえせんや）を指す場合もある。

## 概要
替銭・替米には大きく分けて2つの性格がある。
1つは遠隔地へ米銭を送る際に現物の代わりに替銭屋に手形・証文を振り出してもらう。これが、替銭・替米である。送る予定だった米銭を替銭屋に引き渡して、代わりに現地の支払人が指定された替銭・替米を受け取った依頼者・もしくは受取人から替銭・替米を譲渡された受取人は現地の支払人の元に赴いて替銭・替米を呈示して直ちに現物の受け取りを行うか、支払人から裏付（うらづけ）と呼ばれる支払日及び約束文言、加判を得て、指定された期日に改めて支払人を訪れて現物を受け取った。
もう1つは上記の機能を応用したもので、他地に債権や荘園を有する者が借財をする際に、債権や荘園からの年貢を担保として借主に対して万が一の時の支払期日や損害賠償義務を明記した替銭・替米を振り出して、利息を引いた分の米や銭を借り受けた。これは当然、借金とみなされたため、後世には徳政令の対象になった。
なお、替銭・替米に使われた用紙のことを特に割符・切手などと称し、後に「割符」が同様の手形・証文の名称として広く用いられた。

## 替銭屋
替銭屋（かえせんや）は、替屋（かえや）とも呼ばれ、替銭・替米を取り扱っていた。ただし、替銭屋の多くは兼業であり、元々資力があり、都市の問屋などと取引のある商人が問屋からの受取代金を担保として替銭・替米を振り出したと言われている。京都や山崎・堺をはじめ、瀬戸内海沿岸の港湾都市などに存在を確認できる。